# Episodi di Ray Donovan (prima stagione)
La prima stagione della serie televisiva Ray Donovan è stata trasmessa in prima visione su Showtime dal 30 giugno al 22 settembre 2013.
In Italia la serie è disponibile su Netflix dal 22 ottobre 2015.
La serie è stata trasmessa in chiaro su Rai 4 dall'11 marzo 2016.
| nº | Titolo originale   | Titolo italiano         | Prima TV USA      | Pubblicazione Italia |
| -- | ------------------ | ----------------------- | ----------------- | -------------------- |
| 1  | The Bag or the Bat | Il sacchetto e la mazza | 30 giugno 2013    | 22 ottobre 2015      |
| 2  | A Mouth Is a Mouth | Una bocca vale l'altra  | 7 luglio 2013     | 22 ottobre 2015      |
| 3  | Twerk              | Twerking                | 14 luglio 2013    | 22 ottobre 2015      |
| 4  | Black Cadillac     | La cadillac nera        | 21 luglio 2013    | 22 ottobre 2015      |
| 5  | The Golem          | Il golem                | 28 luglio 2013    | 22 ottobre 2015      |
| 6  | Housewarming       | Una nuova casa          | 4 agosto 2013     | 22 ottobre 2015      |
| 7  | New Birthday       | Un nuovo compleanno     | 11 agosto 2013    | 22 ottobre 2015      |
| 8  | Bridget            | Bridget                 | 18 agosto 2013    | 22 ottobre 2015      |
| 9  | Road Trip          | Un lungo viaggio        | 25 agosto 2013    | 22 ottobre 2015      |
| 10 | Fite Nite          | Incontro di boxe        | 8 settembre 2013  | 22 ottobre 2015      |
| 11 | Bucky Fuckn' Dent  | Quel fottuto Bucky Dent | 15 settembre 2013 | 22 ottobre 2015      |
| 12 | Same Exactly       | Identici                | 22 settembre 2013 | 22 ottobre 2015      |

## Il sacchetto e la mazza
- Titolo originale: The Bag or the Bat
- Diretto da: Allen Coulter
- Scritto da: Ann Biderman

### Trama
Ray Donovan è il faccendiere dell'avvocato Lee Drexler, sistemando con metodi illegali e spesso brutali i problemi della sua facoltosa clientela. Grazie a questo lavoro, Ray può assicurare alla moglie Abby e ai figli adolescenti Bridget e Connor un alto tenore di vita a Calabasas. I suoi fratelli Terry e Bunchy, alle prese con le rispettive dipendenze, portano avanti con fatica una palestra di pugilato a Los Angeles. Uno degli incarichi di Ray, la sorveglianza della giovane Ashley, amante del produttore televisivo Stu Feldman, rischia di compromettere le speranze di Bridget di entrare in una scuola prestigiosa. Ray storta il braccio di Stu nella buca del biliardo di Drexler.
Mickey Donovan esce di prigione dopo aver scontato vent'anni e sfrutta le prime ore di libertà per uccidere Padre O'Connor, prete di Boston responsabile di aver molestato Ray e i suoi fratelli quando erano piccoli. Lo stesso giorno i Donovan scoprono l'esistenza di un quarto fratello, Daryll, nato dalla relazione di Mickey con l'afroamericana Claudette, e che è pronto a entrare ufficialmente nella famiglia. Ray continua a nutrire parecchio risentimento nei confronti di un padre che ha sempre reputato menefreghista e soltanto l'intervento dei fratelli gli impedisce di fargli del male. Ray sfoga la propria rabbia sullo stalker di Ashley, punendolo con la mazza da baseball.
- Guest star: Peter Jacobson (Lee Drexler), Ambyr Childers (Ashley Rucker), Josh Pais (Stu Feldman), Johnathon Schaech (Sean Walker), Austin Nichols (Tommy Wheeler), Mo McRae (Deonte Frasier), Denise Crosby (Deb), William Stanford Davis (Potato Pie), Collin Christopher (Stalker Robert), James Mathers (Prete), Elliott Gould (Ezra Goldman).

## Una bocca vale l'altra
- Titolo originale: A Mouth Is a Mouth
- Diretto da: Allen Coulter
- Scritto da: Ann Biderman

### Trama
Ray incarica Lena di cercare informazioni sull'omicidio di un prete avvenuto a Boston. Il noto attore di Hollywood Sean Walker convoca d'urgenza Ray nella sua tenuta, avendo rinvenuto una fotografia che lo ritrae assieme a Mickey vent'anni prima. Sean fu infatti assoldato da Ray per sbattere in cella suo padre, quindi è evidente che il vecchio ha inteso lanciargli l'avvertimento che è pronto a saldare il conto. Sean pretende che Ray metta a tacere questa minaccia, anche perché è appena diventato padre e non vuole ulteriori problemi nella sua vita. Nel frattempo, Tommy Wheeler riceve sul cellulare il filmato del suo rapporto sessuale con il travestito Chloe, pronto a renderlo pubblico quando mancano tre giorni all'uscita del suo nuovo film. Avi, il braccio destro di Ray, gli consegna il dossier su Chloe, il cui vero nome è Steven Hunter, arrestato svariate volte per prostituzione. Ray incontra Steven per accordarsi sulla rimozione di ogni traccia del filmato riguardante Tommy, in cambio di un milione di dollari richiesto dal giovane per operarsi e cambiare sesso. Ray fa irruzione in casa di Steven, appurando che lui e il suo gruppo sono soltanto dei dilettanti e non costituiscono un pericolo per la reputazione di Tommy. Nonostante questo, colpito dalla storia personale di Steven, Ray gli fa avere il denaro necessario per l'operazione.
Mickey ha trascorso la notte a casa di Ray, approfittando della sua assenza per fare la conoscenza della nuora e dei nipoti. I ragazzi insistono per trascorrere altro tempo con il nonno e Abby acconsente a trascorrere una giornata tutti insieme a Malibù, all'insaputa di Ray. Abby non si è fatta abbindolare dalla storiella del nonno amorevole e vuole sapere da lui per quale motivo Ray lo odi così tanto. Il vecchio ammette di essere stato un padre egoista, pur sottolineando come le difficoltà economiche familiari lo avessero costretto a buttarsi nel traffico di stupefacenti. Lena avvisa Ray che la scuola ha chiamato per comunicare che i ragazzi risultano assenti. L'uomo telefona immediatamente prima ad Abby (che non risponde), poi a Connor che è costretto a dire dove si trovano. Mickey prende il telefono per dire a Ray che stanno trascorrendo una piacevole giornata. Furibondo, Ray prende la pistola per andare a regolare i conti con il padre, ma Avi lo blocca e gli impedisce di fare una pazzia. Mickey si fa accompagnare alla palestra di Terry, proponendo ad Abby e i ragazzi di fare un saluto agli zii. Abby concorda con Daryll di aspettare a dire ai ragazzi che è loro zio.
I filmati delle telecamere fuori dalla villa di Sean rivelano che sono stati Mickey e Daryll a fare irruzione e lasciare la fotografia. Ray ordina a Avi di sistemare Daryll, ferito con una sparapunti. Dietro insistenza di Drexler, Ray va a scusarsi con Stu per avergli rotto il braccio, dandogli la buona notizia di aver sistemato il casino di Tommy e che quindi può stare tranquillo riguardo all'uscita del film, di cui l'uomo è il produttore. Ray riceve da Lena il dossier sul prete ucciso a Boston, il cui nome è Michael O'Connor. Leggendo i documenti, Ray si lascia scappare un sorriso.

## Twerking
- Titolo originale: Twerk
- Diretto da: Greg Yaitanes
- Scritto da: Ron Nyswaner

### Trama
Ray è ancora arrabbiato con Abby per la faccenda del padre, così decide di prolungare la sua assenza da casa e ordina alla moglie di farsi trovare pronta per la festa di Ezra Goldman, anziano avvocato socio di Drexler nonché grande amico di Ray. Indispettita dall'atteggiamento del marito, completamente cambiato da quando Mickey è entrato nelle loro vite, Abby vende i suoi vestiti in beneficenza. Ray si occupa del caso di Re-Kon, il suo vicino di casa rapper, il quale sta ospitando in casa sua Marvin Gaye Washington, giovanissimo cantante in erba che promette di diventare il Justin Bieber nero. Re-Kon implora Ray di fargli ottenere la custodia del ragazzo, la cui madre non è nelle condizioni di potersi occupare di lui. Ray appura che la madre di Marvin Gaye, ex cantante che afferma di essere stata corista per Aretha Franklin, è tossicodipendente e quindi non avanzerà pretese sul figlio. Ray informa Re-Kon che adesso è il tutore legale di Marvin Gaye, esigendo che il ragazzo riprenda a frequentare la scuola.
Avi è stato mandato da Ray a Boston per incontrare il taxista che ha accompagnato Mickey a uccidere il prete. Avi convince il taxista a identificare Mickey come l'assassino del prelato per 50 000 dollari, con la garanzia che non sarà  legalmente implicato per favoreggiamento. Terry soffre di una forma precoce del morbo di Parkinson, quindi deve sottoporsi a controlli medici frequenti e non può compiere sforzi gravosi. Sembra nascere un sentimento tra lui e Frances, l'infermiera che lo assiste. Ray accompagna l'altro fratello, Bunchy, dall'avvocato a incassare l'assegno risarcitorio per le molestie subite da parte dei preti della diocesi. Ray diventa il procuratore finanziario di Bunchy, poiché il fratello non è in grado di gestire le proprie spese e finirebbe per buttare via l'indennizzo di 1.4000.000 $ ottenuto. Durante una seduta di yoga Abby si pente del comportamento avuto nei confronti di Ray e recupera gli abiti del marito. Ray avverte Mickey che ha ucciso il prete sbagliato, dato che il vero bersaglio è stato rimosso dalla parrocchia dieci anni prima. Mentre sta osservando un video di twerking in biblioteca, Mickey è avvicinato da un uomo di nome Van Miller che dice di essere un agente dell'FBI e che è grazie a lui se è stato rilasciato cinque anni prima rispetto al termine della condanna.
Ray manda una limousine a prendere Abby per raggiungerlo alla festa di Ezra, un party organizzato per annunciare l'avvio dei lavori del centro di ricerca medica intitolato all'appena scomparsa moglie Ruth. Da diverso tempo Ezra sta manifestando i sintomi del morbo di Alzheimer, perdendosi in strani discorsi e ripetendo più volte a Ray che devono confessare alcuni segreti nascosti, tra cui il motivo per cui Mickey è finito in prigione. Mentre sta pronunciando il discorso di ringraziamento agli invitati, Ezra entra in crisi quando vede arrivare Mickey e comincia a straparlare, venendo fermato da Drexler prima che possa dire qualcosa di compromettente. Bridget fa amicizia con Marvin Gaye, desideroso di entrare in contatto con la famiglia di Ray perché gli ha fatto ottenere l'emancipazione. Marvin chiede a Bridget di inviargli una foto nuda in chat e la ragazza, fino a quel momento molto pudica, sembra voler stare al gioco. Terminata la festa, Ray e sua moglie fanno sesso nell'appartamento "da scapolo" dell'uomo. Van Miller entra nel seminterrato di casa sua, rivelando di aver nel mirino Ray, Ezra e la loro cerchia.

## La cadillac nera
- Titolo originale: Black Cadillac
- Diretto da: John Dahl
- Scritto da: David Hollander

### Trama
Il mandato d'arresto nei confronti di Mickey è pronto per essere eseguito. Ray ordina ad Avi di pedinare il vecchio che ha deciso di trascorrere la giornata a Palm Springs, andando a trovare Claudette. Per l'occasione lo accompagnano Bunchy e Daryll, i quali fanno fatica ad andare d'accordo e devono essere continuamente rimproverati come dei bambini. Ray è invece impegnato con la visita alla prestigiosa Bel Air Academy, dove Abby spera di riuscire a iscrivere sia Bridget che Connor. Abby si è fatta promettere da Ray che per un giorno penserà unicamente alla famiglia, tralasciando i suoi affari.
Alla Bel Air Academy i Donovan incontrano Stu, il cui figlio Jamie studia lì ed è uno degli "ambasciatori" che accompagnano i futuri studenti in visita. Stu ha fatto cadere la fatwa nei confronti dei figli di Ray, quindi affida Connor a Jamie affinché non resti deluso. Pensando di fare colpo sugli altri ragazzi presenti, Connor dimostra che è amico del famoso attore Tommy Wheeler telefonandogli in vivavoce. Il giovane Donovan ottiene però il risultato opposto, dato che Jamie inizia a prenderlo in giro perché ha saputo da suo padre che Wheeler è gay e molto probabilmente vuole abusare di Connor. Costui non riesce a trattenere la rabbia accumulata per tutta la giornata e sul campo di calcio colpisce Jamie alla nuca mentre è girato di spalle. Ray si è dovuto assentare per un "lavoretto", dal quale è ritornato con dei graffi sul viso. Bridget si rende conto che il suo status sociale non corrisponde a quello degli altri studenti della Bel Air.
A Palm Springs Mickey può finalmente riabbracciare l'amata Claudette e fare la conoscenza del suo nuovo marito, il produttore cinematografico Alan. Claudette regala a Mickey una cadillac nera, ma chiarisce che il loro amore appartiene al passato. In compenso la giornata porta a un avvicinamento tra Bunchy e Daryll, soprattutto dopo che il primo ha rubato una pregiata bottiglia di vino ad Alan che contribuisce a cementare il ritrovato rapporto con il padre. Mickey è avvicinato da Miller che gli comunica l'imminente arresto per i fatti di Boston, da cui può scampare se accetta di stringere un accordo con lui. Mickey dovrà aiutarlo a consegnargli Ezra, Drexler e suo figlio Ray. Quest'ultimo, rincasato in un clima familiare cupo dopo i fatti della giornata, riceve la notizia che il caso relativo a suo padre è stato chiuso per l'intervento di circostanze misteriose. Deluso da questa piega inattesa, Ray telefona ad Avi per porre termine al suo appostamento verso Mickey, il quale si sta divertendo in un locale gay.

## Il golem
- Titolo originale: The Golem
- Diretto da: Dan Attias
- Scritto da: Sean Conway

### Trama
Ezra è convinto di aver investito una persona con la macchina. In ospedale l'uomo afferma di aver nascosto il cadavere dentro il bagagliaio del veicolo, senza però ricordarsi dove lo ha lasciato. Avi mostra a Ray alcune fotografie che mostrano Mickey insieme a Miller, la cui identità è ignota e che potrebbe essere dietro al mancato arresto del vecchio. Mickey accompagna Bunchy in banca a depositare l'assegno del risarcimento ricevuto dalla diocesi. Siccome l'impiegata contesta l'ingente somma del versamento, Mickey suggerisce a Dunchey di trattenere 200 $, che il figlio decide di investire nell'acquisto di una bicicletta. Ashley si presenta nell'appartamento di Ray, ammanettandosi al lavandino del bagno nella speranza di consumare un rapporto sessuale. Ray non è tuttavia dello stesso avviso e la abbandona lì. Abby incontra una life coach che era presente alla seduta di yoga in cui scoppiò a piangere il giorno in cui aveva "punito" Ray dandone i vestiti in beneficenza. Quando la donna afferma che lei e il marito vivono un'evidente "crisi emotiva", Abby le risponde in malo modo e la pianta in asso.
Lena ha trovato la macchina di Ezra, all'interno del cui bagagliaio non c'è alcun cadavere, bensì il tronco di un albero. Mickey si reca a casa di Ezra, dimesso dall'ospedale dopo aver effettuato una TAC, per chiacchierare con lui su quanto accaduto vent'anni prima. Mickey ha un microfono fornitogli da Miller nascosto sotto i vestiti, ma Ezra non dirà nulla di utili ai fini della loro indagine. All'improvviso Ezra, preda dei suoi disturbi, vede la faccia di Mickey trasformarsi in un tronco e urla impaurito che è "il Golem". Ray trova la madre di Marvin Gaye morta in quella che sembra una vendetta del racket della droga. Nel frattempo, Marvin Gaye trascorre il pomeriggio a casa Donovan, approfittando dell'assenza di Abby che ha lasciato ai ragazzi i soldi per ordinare la pizza. Connor si ubriaca e vomita nel cassetto degli orologi di suo padre, mentre Marvin e Bridget sono sempre più intimi. Avi ha individuato il rifugio di Miller, scoprendo così che Ray e gli altri sono finiti nel mirino di questo tizio. Notando che Frances ultimamente appare distante da lui, Terry si apposta sotto casa sua e scopre che l'infermiera gli ha nascosto il fatto di avere una famiglia.
Ezra annuncia a Ray che gli è stato diagnosticato un tumore al cervello. Abby si reca nell'appartamento di Ray, che l'uomo aveva fatto "ripulire" da Lena, la quale ha liberato Ashley dalla sua stessa trappola. Tuttavia, Abby trova la manetta rimasta attaccata al lavandino e la "A" di Ashley scritta con il sangue sullo specchio. Ray rientra nel suo appartamento, trovandoci Abby che gli chiede chi sia lui in realtà.

## Una nuova casa
- Titolo originale: Housewarming
- Diretto da: Michael Uppendahl
- Scritto da: Brett Johnson

### Trama
Ray chiede informazioni a un suo contatto nell'FBI su Van Miller. Costui è un agente molto preparato e che solitamente lavora in solitaria. Mickey ha comprato una casa per Bunchy e organizza una festa d'inaugurazione. Ray vieta ai suoi familiari di andarci, soprattutto dopo quello che i figli hanno combinato l'ultima volta. Mickey però telefona ad Abby perché l'appartamento, pagato a un prezzo ribassato, necessita di un tocco femminile per apparire al meglio. Abby accetta di aiutare suocero e cognato, naturalmente all'insaputa di Ray. Avi droga il caffè di Miller, procurandogli delle strane allucinazioni che lo costringono a rincasare prima del tempo. Qui trova Ray e Avi che gli tendono una trappola.
Ezra deve essere sottoposto a un intervento chirurgico per ridurre la massa tumorale nel cervello. Spaventato, l'uomo fugge dall'ospedale e viene ritrovato da Ray mentre vagava per strada. Ezra gli confida di temere soprattutto per Deb, la sua nuova fidanzata, a cui non riuscirebbe a lasciare nulla come invece fatto per Ruth. Ray deve salvare per l'ennesima volta Deonte, finito a letto con una modella che gli aveva rubato un campione di sperma. Marvin spinge Bridget e Connor a commettere l'ennesima ragazzata, andando insieme alla festa di Bunchy. Quest'ultimo confessa ad Abby di avere sensi di colpa perché, quando fu abusato, lasciò libero il prete di fargli del male. Terry incoraggia Bridget a non ascoltare l'opinione dei suoi genitori su Marvin, raccontandole che anche suo padre ai tempi non era ben visto dalla famiglia di sua madre.
Bunchy non riesce ad avere un rapporto sessuale con una donna. Frustrato, l'uomo incendia un vessillo dei Boston Red Sox, squadra di baseball che gli ricorda la città in cui ha vissuto il suo trauma. Terry si vede costretto a chiamare Ray per comunicargli che i ragazzi erano presenti alla festa, ma stanno tutti bene. Furioso, Ray prende una pistola e minaccia di sparare al padre, limitandosi a colpirlo con il calcio dell'arma. Chiedendo un consiglio a Ezra, il cui intervento chirurgico pare sia andato bene, Ray riceve il suggerimento di trovare qualcuno che possa odiare Mickey più di lui.

## Un nuovo compleanno
- Titolo originale: New Birthday
- Diretto da: Lesli Linka Glatter
- Scritto da: David Hollander

### Trama
Mentre Ray sta preparando la valigia per Boston, dove deve incontrare una persona, Marvin fa irruzione in casa sua. Il ragazzo è infuriato perché ha saputo che sua madre è morta, accusando Ray di averglielo tenuto nascosto. Ray lo riaccompagna a casa, avvisando Re-Kon che non accetterà un'altra intrusione come questa, anche considerando che Marvin gira spesso armato e nascondeva la pistola nel retro dei pantaloni. A Boston, Ray chiede notizie di Sully, un importante membro della mafia irlandese. Gli uomini di Sully, venuti a sapere che Ray si trova in città, lo accolgono in un pub per pestarlo e avvertirlo che non è il benvenuto. Chiedendo consiglio al suo vecchio amico Gary, Ray riesce ad avvicinare la madre di Sully per fissare un incontro. Ray chiede a Sully di uccidere Mickey, ricordandogli che entrambi condividono lo stesso odio nei confronti del vecchio, promettendogli che a compito fatto lo aiuterà a fuggire ovunque vorrà.
Mickey vuole rientrare nel mondo del cinema. A tal fine inizia a corteggiare Sean Walker, grande protagonista del film che negli anni Novanta lanciò la sua carriera e nel quale Mickey figurava quale consulente speciale. Sean è infastidito nel vedere Mickey e telefona a Ray, il quale gli consiglia di fare di tutto per tenere a distanza il vecchio. Abby trascorre un pomeriggio spensierato insieme a Deb, la compagna di Ezra, confidandosi le rispettive problematiche di coppia. Abby si rende conto che per tenere vivo il matrimonio con Ray deve accettare di scendere a compromessi con tutto quanto concerne il poco limpido lavoro del marito. Marvin invita Bridget a casa sua, dove hanno un approccio sessuale. Quando Marvin le chiede di andare troppo oltre, Bridget scappa impaurita. La sera, quando rientra a casa, Ray vede Bridget triste e Abby che la sta consolando. Saputo il motivo, Ray si precipita a casa di Marvin e lo trascina di peso in macchina. Abby, ormai pienamente complice delle oscure macchinazioni del marito, invita Bridget a non guardare alla finestra.

## Bridget
- Titolo originale: Bridget
- Diretto da: Guy Ferland
- Scritto da: Ann Biderman

### Trama
Come ogni anno i fratelli Donovan si riuniscono in palestra per ricordare Bridget, la sorella morta suicida nel 1987. Ray rivuole indietro i soldi spesi da Bunchy per acquistare la casa, così ordina ad Avi di bruciare un immobile in vendita, il cui proprietario è lo stesso armeno che ha venduto al fratello. Abby scopre che Bridget si è fatta il piercing, contravvenendo al loro accordo che sarebbero andate insieme in un posto sicuro. Bridget ha inteso compiere un gesto di ribellione verso i genitori, soprattutto dopo quello che suo padre ha combinato a Marvin. Al ragazzo non è stato fatto del male, ma Ray lo ha rispedito a Compton nella casa in cui è stata uccisa sua madre, vietandogli di riavvicinarsi a Bridget. La ragazza, rimasta a casa da scuola per i dolori postumi dell'intervento, fugge per andare a Compton da Marvin. Frances confessa a Terry che il marito la picchia, ma non vuole lasciarlo fino a quando il figlio non sarà autonomo. Accompagnato da Ray, Terry picchia il marito di Frances. Mickey conosce una donna al centro massaggi, ma manda tutto a monte quando a casa la minaccia con una pistola per farsi masturbare.
Ray costringe l'armeno a farsi restituire in contanti tutti i soldi di Bunchy. Tuttavia, siccome il padre sta mal consigliando il fratello, Ray avverte Bunchy che d'ora in poi tornerà a controllare le sue finanze per evitare che compia ulteriori spese folli. Bridget raggiunge Marvin a Compton. I due ragazzi chiariscono l'episodio del rapporto sessuale, con Marvin che si scusa per il suo comportamento inopportuno. Il giovane però vuole evitare problemi con Ray, quindi telefona ad Abby per avvertirla che Bridget si trova assieme a lui. Nel riaccompagnare la figlia a casa, Abby la avverte che adesso è responsabile delle sue azioni, quindi se dovesse restare incinta non la porterà ad abortire. Abby vorrebbe che Ray fosse onesto nei confronti dei ragazzi, raccontando loro la verità sulle sue azioni. Terry comunica a Frances che la loro storia è finita, nonostante la donna apprezzi che abbia picchiato il marito violento. Terry va a confessarsi da un prete, raccontandogli di essere responsabile dell'adulterio compiuto da una donna sposata. Bunchy vede lo stesso prete che abusò di lui.
Ray si rappacifica con Bridget, raccontandole che la zia defunta di cui porta il nome ha avuto grossi problemi di droga, quindi è per questa ragione che è molto protettivo nei suoi confronti. Lena viene arrestata per aver tirato un pugno alla sua amante.

## Un lungo viaggio
- Titolo originale: Road Trip
- Diretto da: Jeremy Podeswa
- Scritto da: Brett Johnson

### Trama
Avi è partito in macchina da Boston con Sully e la sua compagna Katherine. Il viaggio procede a rilento perché Sully, affetto da problemi alla vescica, deve urinare frequentemente. Connor si era fatto promettere da Tommy che lo avrebbe accompagnato ai Kids Awards. L'attore non è però nelle condizioni di poterci andare, visto che per combattere i soliti fantasmi è reduce da una serata trascorsa sotto l'effetto di alcol e droghe. Ray non vuole deludere suo figlio, con cui i rapporti sono piuttosto freddi dopo quanto accaduto con il nonno alla festa di Bunchy, così dice ad Abby di accompagnare Connor a comprare un completo per la serata. Ray rimette in sesto Tommy, ma l'attore non vuole andare alla serata perché ha saputo che Marty Grossman divulgherà delle fotografie compromettenti su di lui. Van Miller vuole che Mickey incontri Sean per tentare nuovamente di registrare la confessione dell'omicidio della ragazza di vent'anni prima. Ray pressa Frank, il suo contatto dentro l'FBI, perché faccia partire un'inchiesta contro Van.
Mickey e Sean lavorano alla sceneggiatura del loro film, vale a dire la storia dello stesso Mickey che è finito in prigione per un crimine mai commesso. Mickey ne approfitta per rivangare come si sono svolti realmente i fatti, con Sean che scoppia in lacrime e si dice pentito di averlo fatto arrestare, ma non aveva altra scelta. Avi, Sully e Katherine trascorrono la notte in un motel. Al mattino Sully uccide la compagna, strangolandola con la cintura. Avi si disfa del cadavere, seppellito nel deserto, contando sul fatto che quando si sono registrati nessuno ha visto Katherine. Terry avvisa Ray che il padre si è incontrato con Van. Ray aspetta Marty Grossman nel parcheggio sotterraneo dell'edificio in cui lavora, investendo con la macchina il suo sgherro e minacciandolo di non azzardarsi a danneggiare Tommy. Ray accompagna l'attore ai Kids Awards, rendendo felice Connor. Sully arriva finalmente a Boston, pronto a compiere l'incarico per cui Ray lo ha ingaggiato.
Van porta Mickey a casa sua, gongolando all'idea che la registrazione estorta a Sean possa aiutare la loro causa. Di spalle, Van non si accorge che Mickey ha estratto una pistola e gli ha sparato, uccidendolo.

## Incontro di boxe
- Titolo originale: Fite Nite
- Diretto da: Tucker Gates
- Scritto da: Sean Conway

### Trama
La palestra Donovan organizza la Fite Nite, una serata di duelli tra boxeur amatori. Stavolta è un evento importante perché segnerà il debutto ufficiale di Daryll come pugile e Mickey non vede l'ora di assistere all'esordio dell'ultimogenito sul ring. La Fite Nite è però anche l'occasione che Ray aspettava per uccidere Mickey, con Sully pronto a compiere il suo incarico. Abby inizia a insospettirsi quando il marito le comunica che ha deciso di portare la famiglia alla Fite Night, così da rinsaldare i legami tra i ragazzi e gli zii. Inoltre, Ezra si presenta a casa loro con un borsone pieno di soldi, provenienti dalla fondazione di Ruth, con i quali vuole che Ray paghi Sully e chiuda una volta per tutte la faccenda Mickey. Bunchy incontra di persona Padre Danny, il prete che avrebbe abusato di lui, ma il prelato afferma di non riconoscerlo. Mickey riceve la telefonata di Linda, la donna incontrata al centro massaggi e poi spaventata con la pistola, che lo vuole rivedere.
Alla Fite Nite Daryll non è molto felice nel rivedere Ray, memore del pestaggio di cui il fratellastro è stato il mandante. Ray gli chiede di mettere da parte le loro divergenze per una serata, così da non turbare la serenità della famiglia. Mickey è andato in albergo a fare sesso con Linda, senza accorgersi che all'interno della stanza era presente Sully con il suo sgherro. Mickey e Linda vengono condotti nel luogo isolato in cui Sully ha scavato la fosse dove li seppellirà. L'odio di Sully nei confronti di Mickey è talmente profondo che non esita a uccidere Linda, seppellendola nella fossa destinata a Mickey, cui viene concesso il "privilegio" di avere una nuova fossa soltanto per lui. Quando Sully sta per ucciderlo, Mickey gli rivela la verità su quanto avvenne vent'anni prima a Collie Dawson, la ragazza del cui omicidio Mickey è stato incolpato. Collie era la fidanzata di Ray, ma al tempo stesso aveva una liason segreta molto seria con Sully, al punto che i due progettavano di andare a vivere insieme. Mickey afferma che non è vero, come gli ha fatto credere Ray, che è stato lui a uccidere Collie, bensì il colpevole è Sean Walker. Sully risparmia la vita a Mickey e si fa accompagnare a casa di Sean, uccidendolo. Nel frattempo, l'emissario di Sully ha fatto credere a Ray di aver eliminato Mickey e quindi gli sono stati consegnati i soldi di Ezra.
Quando vede Mickey arrivare in palestra, Ray discute con Abby perché secondo lui la moglie non gli sta dando l'appoggio di cui avrebbe bisogno. Abby racconta che in tutti questi anni si è sempre tenuta in contatto con Mickey, quando il suocero era in carcere, ed è stata lei a dirgli di venire a Los Angeles una volta rilasciato. Ray si precipita nel motel in cui alloggiava Sully, trovandoci invece la neonata di Sean Walker. Caricato dall'arrivo di Mickey, Daryll vince l'incontro di boxe. Dopo aver bevuto per tutta la sera, Bunchy si avvicina barcollante al tetto della palestra, meditando di buttarsi.

## Quel fottuto Bucky Dent
- Titolo originale: Bucky Fuckn' Dent
- Diretto da: Dan Minahan
- Scritto da: Ron Nyswaner

### Trama
Con Sully in circolazione, Ray teme per la sicurezza della sua famiglia e chiede ad Avi di sorvegliarli, mentre lui cerca di sistemare il problema. Ezra è molto preoccupato per l'evoluzione della faccenda e insiste sul fatto che l'unica soluzione è uccidere Mickey. Ray insiste con Frank perché faccia partire l'indagine su Van Miller, affermando che non c'è più tempo da perdere. Mentre è in macchina, Ray riceve la telefonata di Terry che lo convoca urgentemente in palestra perché Bunchy ha sparato a Padre Danny. Il prete viene soccorso da Frances, la quale si trovava casualmente in palestra, che riesce ad arrestare l'emorragia, ma deve essere comunque portato in ospedale per evitare un collasso. Mickey riceve la visita di due federali che lo interrogano sull'omicidio di Sean. Mickey afferma che la sera precedente si trovava con una donna, ma gli agenti sospettano di lui e vogliono che la persona in questione gli fornisca un alibi, altrimenti lo arresteranno.
Ray manda Lena a recuperare la bicicletta di Bunchy, lasciata sul luogo della sparatoria. Nonostante le continue invocazioni a essere mandato in ospedale, Ray e i fratelli lo lasciano a soffrire sul pavimento del bagno. Alla combriccola si aggiunge Daryll, entrato dall'ingresso posteriore della palestra, che Ray decide di coinvolgere nell'affare, riconoscendogli per la prima volta lo status di Donovan a tutti gli effetti. Intanto, Abby capisce che Avi non è dentro casa sua per fare delle semplici riparazioni, esigendo che la lasci andare a parlare con Ray di questa situazione. Quando passa dalla palestra e vede cosa sta combinando, Abby sceglie di dare pieno appoggio al marito e se ne va. Lena ha recuperato la bicicletta di Bunchy e si è accertata che nessuno nel quartiere ha visto o sentito nulla. Ray rievoca la maledetta sera del Bucky Dent, una partita alla quale sarebbe dovuto andare con il padre, il quale millantava di possedere i biglietti. Tornato a casa deluso, Ray trovò Bunchy che era appena stato abusato da Padre Danny, rimproverandosi di aver lasciato il fratello da solo. Nel frattempo, Mickey telefona a Claudette che accetta di essere il suo alibi.
Ray e i fratelli accettano di portare Padre Danny in ospedale, ma prima deve scusarsi con Bunchy per averlo abusato. Padre Danny ammette il "problema" di cui ha sempre sofferto, spiegando di essersi sottoposto alla castrazione chimica per non causare danni ad altri ragazzini. Quando però dichiara di aver amato Ray, questi gli spara e lo uccide. Tornato a casa, Ray confessa ad Abby che anche lui è stato vittima degli abusi di Padre Danny. Frank telefona a Ray per avvertirlo che si trova a casa di Van Miller, dove ne ha trovato il cadavere. Frank pensa che sia stato Ray a uccidere il collega, preannunciandogli che ci saranno conseguenze.

## Identici
- Titolo originale: Same Exactly
- Diretto da: Michael Apted
- Scritto da: Ann Biderman

### Trama
Ray e Avi recuperano il borsone contenente i soldi di Ezra, facendosi dire dove si sta nascondendo Sully. Frank è pronto ad arrestare Ray per l'omicidio di Van, ma l'uomo si discolpa e gli chiede mezza giornata di tempo per portargli il vero assassino. Bunchy rende noto a Mickey che Ray ha ucciso Padre Danny davanti ai loro occhi. Ray chiede a Terry di lasciare Frances, ma il fratello gli risponde che lui parla facile visto che ha una famiglia. Abby e i ragazzi si sono nascosti in un albergo, dove la donna entra in crisi perché vede il proprio ecosistema domestico andare a pezzi. Connor telefona al nonno per dirgli dove si trovano. Incontrare Mickey aiuta Abby a risollevarsi il morale, poiché la donna si sente superiore al suocero che è stato ancora più negligente di lei nel proteggere i propri figli.
Ray offre a Sully una via di fuga in barca verso il Messico, dove i suoi contatti lo aiuteranno poi a raggiungere le Maldive. Quando Sully rifiuta la proposta, Ray si vede costretto a divulgare la notizia che è ricercato dall'FBI, così da obbligarlo a uscire allo scoperto. Mickey annuncia a Ray che è sua intenzione lasciare la città, ammettendo che è lui il preferito tra i figli perché è quello che gli assomiglia di più. Ray chiede a Mickey di accompagnarlo all'appuntamento con Sully, il quale si vendica sparando ad Avi. Sully raggiunge la barca, trovandoci a bordo Frank che lo vuole arrestare. Sully minaccia di uccidere Ray e ordina a Mickey di disarmare Frank. Mickey esegue, ma punta la pistola contro Sully e lo uccide. Mentre Ray soccorre Avi che dice di essere stato colpito a un polmone, Frank può prendersi il merito dell'omicidio del pericoloso gangster Sully.
Mickey raggiunge la famiglia alla palestra Donovan, annunciando di aver cambiato idea e che vuole restare in città. Dopo aver ascoltato il messaggio della moglie che invocava il suo ritorno a casa, Ray si riunisce ai propri cari sulla spiaggia del resort.